# Be'lakor
Be'lakor 是一支旋律死亡金屬樂團，來自澳大利亞墨爾本市。團名的靈感來自於遊戲中古戰鎚中的惡魔貝拉寇（Be'lakor）。

## 歷史
Be'lakor於2004年組成，直到2005年才開始公開演出活動。2007年，樂團發行獨立專輯《The Frail Tide》，普遍獲得好評。2008年，與Descent Productions簽約，以Digipak形式重新發行處女作《The Frail Tide》。2009年，展開全國性巡迴演出，並與Prime Cuts Music簽約。同年6月底，發行他們的第二張專輯《Stone's Reach》
，同樣受到樂評人和多方的好評。同年11月，與Kolony Records簽約。
2010年3月，專輯《Stone's Reach》獲得金屬樂網站「Metal Storm」的「2009年度最佳旋死／哥登堡金屬專輯獎」。5月，與芬蘭民謠金屬樂團Turisas一同進行澳洲巡演。6月，與蘇格蘭金屬樂團Alestorm共同巡演。8月，樂團飛到德國參加了Summer Breeze Open Air音樂節演出。
2012年6月，發行第三張專輯《Of Breath and Bone》。同時他們開始了歐洲巡演，參加了捷克的Brutal Assault音樂節。8月再登Summer Breeze Open Air音樂節。9月回到家鄉澳洲與芬蘭交響金屬樂團Apocalyptica、11月與瑞典旋死樂團At the Gates一起巡迴。2015年9月，樂團宣布第四張專輯的發行計畫。12月，鼓手Jimmy Vanden Broeck離開樂團。新任鼓手Elliott Sansom加入。2016年6月，發行第四張專輯《Vessels》。

## 特色
Be'lakor的音樂為沉穩細膩的編曲風格，強調故事性與優美氣氛營造。與澳洲盛產金屬蕊樂團的情況不同，他們的風格非常偏向歐陸金屬，近似於芬蘭、瑞典的金屬路線。
音樂類型歸屬於旋律死亡金屬，但其音樂特性上較古典神秘，重視樂曲的鋪陳。與傳統上屬兇猛躁進的旋律死亡金屬有些微不同。

## 成員
- George Kosmas — 主唱・吉他手
- Shaun Sykes — 吉他手
- John Richardson — 貝斯手
- Elliott Sansom — 鼓手
- Steven Merry — 鍵盤手・鋼琴手

## 音樂作品
- 《The Frail Tide（英语：The Frail Tide）》 (2007年4月21日)
- 《Stone's Reach（英语：Stone's Reach）》 (2009年6月20日)
- 《Of Breath and Bone（英语：Of Breath and Bone）》 (2012年6月1日)
- 《Vessels（英语：Vessels (Be'lakor album)）》 (2016年6月24日)
- 《Coherence（英语：Coherence (Be'lakor album)）》 (2021年10月29日)

## 外部連結
- Be'lakor官方网站
- Be'lakor（页面存档备份，存于） Facebook專頁